# Михаил Анагност
Михаил, известен като Михаил Анагност или Михаил Зограф (на гръцки: Μιχαήλ Αναγνωστός), е възрожденски зограф, заедно със синовете си Николай Михайлов и Димитър Михайлов е представител на Самаринската школа и консервативното зографско творчество в Македония във втората половина на XIX век, „последна реминисценция на златното време на поствизантийското изкуство“ в Македония. Асен Василиев го определя като „опитен стенописец, добър рисувач и колорист“.

## Биография

### В Епир, Южна Македония и Тесалия
Роден е в голямото пиндско влашко село Самарина във втората половина на XVIII век в зографското семейство на Димитър (Димитриос), от когото наследява занаята. Първите датирани и подписани дела на Михаил са икони за иконостаси на църкви в родното му село и в съседните Епир и Тесалия. Това са иконите от 1811 година за иконостаса на митрополитската църква в Самарина „Успение Богородично“, където на престолната икона Богородица с Исус Христос оставя подпис „...Δια χειρος Μιχαιλ αναγνωστου υιου Δημητριου 1811.” Доверяването на изписването на такива важни икони за митрополитски храм говори за изкусен зограф, който е преминал някаква подготовка, тоест Михаил е бил над 16 години.
Четири години по-късно Михаил работи икони за манастирската църква „Преображение Господне“ край Самарина и участва в изписването на стенописите в наоса и купола заедно с брат си поп Йоан Анагност като помощници на баща им Димитър - според надписа на входа на наоса, живописта е завършена в октомври 1819 година. Подписът им гласи „διά χειρός των ευτελών Δημητρίου και Μιχαήλ αναγνώστου και αναγνώστου Π(α)π(α)ιω(άννου) εκ της ιδίας χώρας Σαμαρίνας“. На престолната икона Богородица с Исус Христос се подписва с „...Δια χειρος Μιχαιλ αναγνωστου υιου Δημητριου εκ ταυτης/κομοπολεως Σαμαρνης 1815.“ Две години по-късно има негов подпис на престолната икона Исус Христос Велик Архиерей в църквата „Света Параскева“ в Коница: „...Δια χειρος Μιχαιλ αναγνωστου του εκ - Σαμαρινης 1817.“ Участва в изписването на църквата „Света Параскева“ в Самарина.
- „Поклонение пред агнеца“, апсида „Свето Преображение“, Самарина, 1819 г.
- Зографски надпис в „Свето Преображение Господне“, Самарина, 1819 г.
- Живопис в дяконикона в „Света Параскева“, Самарина

В 1818 година заедно с брат си Йоан Анагност изработва цикъл за католикона на манастира „Света Параскева“ до Гревена. Този цикъл е ценен, тъй като присъствието на Богородичните чудеса, заети от „Амартолон сотирия“ в балканското изкуство не е добре проучено и това е един от малкото известни такива цикли.
Първата му самотоятелна водеща работа е изписването на наоса на църквата „Свети Апостоли“ в Клиново, Тесалия. В недатирания надпис над входа пише „..Δια χειρος του ευτελους κ(αι) αμαρτωλου, Μιχαηλ αναγναστου Δημητριου του εκ Σαμαρινης ...“ Михаил е автор на по-голямата част от живописта в наоса и купола от 1820 година. Автор е и на престолните икони от 1821 година, като на една от тях - „Богородица с Исус Христос“, оставя своя подпис „..Δια χειρος Μιχαηλ αναγναστου / του εκ Σαμαρινης: 1821“. Живописта в купола - образът на Исус Христос Пантократор, на големиа манастирски храм „Света Параскева“ в близост до Самарина от 1821 година, заедно с иконите от Клиново, са последните засвидетелствани дела на Михаил около родното му място.
Михаил се подписва Анагност, тоест четец – функция, която по традиция се дава на светски, образовани лица като зографи. След преселването си в Битолско, Михаил само още три пъти се подписва с бившата си църковна роля – на дарохранилницата от 1826 година, поръчка на митрополит Григорий Пелагонийски, на иконата Богородица с Исус Христос и Свети Йоан Предтеча от 1829 година, поръчка на игумена на Бигорския манастир, архимандрит Арсений и на една друга Богородична икона от 1834 година, от църквата „Свети Атанасий“ в село Подвис.

### В Крушевско, Битолско, Охридско и Албания
Вероятно след избухването на Гръцкото въстание и поради дългогодишните зулуми на Али паша Янински, заедно с много други власи, със семейството си Михаил се изселва на север в Крушево, където преди 50 години е формирана една от най-големите влашки общности в района. Потвърждение за преселението на семейството му дава самият зограф в надписа на една икона, предназначена за църквата „Свети Никола“ в Крушево.
Михаил се обръща към пелагонийския митрополит Григорий (1826 – 1833) и изпълнява две поръчки за него – дарохранителницата от 1826 година за митрополитския храм „Свети Димитър“ в Битоля и престолната икона на Исус Христос Цар на царете за иконостаса в манастира Трескавец. Качеството на работата на Михаил впечатлява гръцкия владика и успява да му осигури последващи ангажименти.
Първите му поръчки са от влиятелни влашки фамилии в Охрид. В 1827 година в Охрид Михаил работи за обновяване на повредения живопис в църквата „Свети Димитър“ и за завършване на иконостаса ѝ. В олтарната апсида Михаил изобразява Поклонението на Агнеца и Богородица с Исус Христос и пророци, в дякониконската ниша - старозаветния патриарх Мелхиседек, а в протезиса - редуциран варианат на Оплакването Христово. Фигурите на архидяконите Стефан и Роман Мелод се поставени на тесните стенни повърхности между протезиса и апсидата и дяконикона и апсидата. Иконостасните икони, които могат да се припишат на Михаил са престолните икони Исус Христос, Богородица с Христос и Свети Димитрий, Исус Христос в медальон на резованото надверие и царските двери, на които освет Благовещението, са представени и фигурите на Свети Николай, Йоан Златоуст, Василий Велики и Григорий Богослов.
- „Богородица с Христос и светци“, 1827 г.
- „Поклонение на Агнеца“, олтарна апсида, „Свети Димитър“, Охрид, 1827 г.
- „Свети Сава, Свети Йоан Дамаскин и Света Варвара“, „Благовещение Богородично“, Тирана, 1829 г.

Други дела на Михаил от престоя му в Охрид са няколко икони от поне два иконостаса. Две от тях, посветени на Богородица с Христос и една с допоясие на Свети Йоан Предтеча, открити в манастира „Свети Наум Охридски“ са били централна част от иконостасна дейсисна композиция. Вероятно за иконостаса на „Свети Димитър“ е и Кръстът-Разпятие, който днес е експонат в етноложката експозиция в Робевата къща в Охрид. От този пръв престой в Охрид е подписаната икона „Богородица с Христос и светци“ от 1827 година. Покрай централното изображение на Богородица с Христос, формирайки деисисна композиция с допоясните фигури на Свети Йоан Кръстител и Свети Йоан Богослов, отстрани в шест отделни полета са представени допоясни фигури на по двама светци, докато в долния хоризонтален фриз са разположени още четирима светци.
След Охрид, Михаил заминава да работи в Албания, където остава или често ходи две години (1828 – 1830) и откъдето са известни иконите му за две църкви в Тирана и Елбасан. В Тирана Михаил е автор на пет иконостасни икони за църквата „Благовещение Богородично“ - „Обрезание Христово“, „Възкресение Христово“, „Свети Йоан Владимир и Талалей“, „Свети Сава, Йоан Дамаскин и Варвара“ (1829) и „Исус Христос Господар на Света“, на която има надпис, че е дело от 1830 година на Михаил и сина му Димитър. Стилът им е повлиян от този на корчанските братя зографи Константин и Атанас.
В църквата „Успение Богородично“ в Елбасан Михаил е автор на престолните икони „Свети Георги“, „Свети Никола“, „Богородица Царица с Христос“, „Исус Христос“, „Свети Йоан Предтеча“ и изписаването на царските двери, както и на другите икони от иконостаса, някои от които датирани 1828 година.
В 1842 година Михаил и синът му Никола изработват иконите за иконостаса на битолската църква „Свети Димитър“. Михаил и Никола работят заедно още в „Свети Георги“ в Ресен (1844, 1846, 1848) и в църквата „Свети Атанасий“ в Богомила, Велешко (1848). Михаил и Димитър са автори на иконите в иконостаса на Бигорския манастир. От 1840 до 1852 година двамата изписват църквата „Свети Георги“ в Райчица. При Михаил и сина му Димитър учи Дичо Зограф.

### В Рилския манастир
След направата на главната църква „Рождество Богородично“ в Рилския манастир, нейният майстор Павел Йоанович е помолен от братството да намери добър зограф за стенописите. С писмо от 28 март 1842 година, писано в Битоля, Павел Йоанович препоръчва Михаил Зограф:
| „ | И по том извествую како идет един иконописец иже носит сие мое смиреное писмо, Михаил нарицаеми, и ест много изкусен во свои марифет, що во турска земля не можит бити другии, що да достигнет негова хитрост во иконописецкое художество, и више ест учен на стенах, и аз разумех почто имате сос ум ки да изпишет вашу стую великую церкву, за то подобен тоя славния церкви может бити на стенах сеи иконописец, а не другии. | “ |

Явно Михаил Анагност е бил в Битоля, откъдето го изпраща майстор Павел. Пристигането на Михаил Зограф в Рилския манастир е отбелязано и на 6 април 1842 година в дневника на Неофит Рилски. Според Асен Василиев дело на Михаил Анагност е стенописът „Донасяне на мощите на Свети Иван Рилски“ в нартекса, над вратата на параклиса „Свети Иван Рилски“, който напълно се отличава от стенописите на банските и самоковските майстори в църквата и „по своето художествено изпълнение, по характерния и напълно сходен типаж и особено по сложния и дълбок колорит... напълно отговаря на творчеството на Михаил Зограф“. Изглежда Михаил Анагност не е одобрен от монасите, отговарящи за украсата на храма, и си заминава.
В 1847 година Михаил Анагност рисува стенописите в купола на една от пристройките на манастирсктата църква в Трескавец и оставя надпис „Δια χειρος του ταπεινου ζωγραφου Μιχαϊλ ζίσας εν Κρουσοβο 1842.“ На една Христова икона е написал „Δία χειρός του ταπεινου ζωγραφου Μιχαϊλ αναγνωστου αῶκς“.

## Родословие
|  |  |  |  |                                     |                                     |                                     |                                     | Димитър Самарински (XVIII век – XIX век) |                                     |                            |                            |                                       |                                       |                                       |                                       |                                       |                                       |                            |                            |                            |                            |  |  |  |  |  |  |  |  |  |  |  |  |  |  |  |  |  |  |  |  |  |  |
|  |  |  |  |                                     |                                     |                                     |                                     |                                          |                                     |                            |                            |                                       |                                       |                                       |                                       |                                       |                                       |                            |                            |                            |                            |  |  |  |  |  |  |  |  |  |  |  |  |  |  |  |  |  |  |  |  |  |  |
|  |  |  |  |                                     |                                     |                                     |                                     |                                          |                                     |                            |                            |                                       |                                       |                                       |                                       |                                       |                                       |                            |                            |                            |                            |  |  |  |  |  |  |  |  |  |  |  |  |  |  |  |  |  |  |  |  |  |  |
|  |  |  |  | Йоан Анагност (XVIII век – XIX век) | Йоан Анагност (XVIII век – XIX век) | Йоан Анагност (XVIII век – XIX век) | Йоан Анагност (XVIII век – XIX век) | Йоан Анагност (XVIII век – XIX век)      | Йоан Анагност (XVIII век – XIX век) |                            |                            | Михаил Анагност (XVIII век – XIX век) | Михаил Анагност (XVIII век – XIX век) | Михаил Анагност (XVIII век – XIX век) | Михаил Анагност (XVIII век – XIX век) | Михаил Анагност (XVIII век – XIX век) | Михаил Анагност (XVIII век – XIX век) |                            |                            |                            |                            |  |  |  |  |  |  |  |  |  |  |  |  |  |  |  |  |  |  |  |  |  |  |
|  |  |  |  | Йоан Анагност (XVIII век – XIX век) | Йоан Анагност (XVIII век – XIX век) | Йоан Анагност (XVIII век – XIX век) | Йоан Анагност (XVIII век – XIX век) | Йоан Анагност (XVIII век – XIX век)      | Йоан Анагност (XVIII век – XIX век) |                            |                            | Михаил Анагност (XVIII век – XIX век) | Михаил Анагност (XVIII век – XIX век) | Михаил Анагност (XVIII век – XIX век) | Михаил Анагност (XVIII век – XIX век) | Михаил Анагност (XVIII век – XIX век) | Михаил Анагност (XVIII век – XIX век) |                            |                            |                            |                            |  |  |  |  |  |  |  |  |  |  |  |  |  |  |  |  |  |  |  |  |  |  |
|  |  |  |  |                                     |                                     |                                     |                                     |                                          |                                     |                            |                            |                                       |                                       |                                       |                                       |                                       |                                       |                            |                            |                            |                            |  |  |  |  |  |  |  |  |  |  |  |  |  |  |  |  |  |  |  |  |  |  |
|  |  |  |  |                                     |                                     |                                     |                                     | Николай Михайлов (XIX век)               | Николай Михайлов (XIX век)          | Николай Михайлов (XIX век) | Николай Михайлов (XIX век) | Николай Михайлов (XIX век)            | Николай Михайлов (XIX век)            |                                       |                                       | Димитър Михайлов (XIX век)            | Димитър Михайлов (XIX век)            | Димитър Михайлов (XIX век) | Димитър Михайлов (XIX век) | Димитър Михайлов (XIX век) | Димитър Михайлов (XIX век) |  |  |  |  |  |  |  |  |  |  |  |  |  |  |  |  |  |  |  |  |  |  |